# Tournoi d'ouverture du championnat du Nicaragua de football 2019
Navigation
Tournoi précédent Tournoi suivant
Le Tournoi Apertura 2019 est le cinquième tournoi saisonnier disputé au Nicaragua.
C'est cependant la 79e fois que le titre de champion du Nicaragua est remis en jeu.
Chacun des dix clubs participant sera confronté deux fois aux neuf autres équipes. Puis les quatre meilleurs s'affronteront lors d'une phase finale à la fin du tournoi.

## Les dix équipes participantes
Ce tableau présente les dix équipes qualifiées pour disputer le championnat 2019-2020. On y trouve le nom des clubs, le nom des stades dans lesquels ils évoluent ainsi que la capacité et la localisation de ces derniers.
| Club                       | Stade                                        | Capacité | Ville       |
| Chinandega FC (en)         | Stade Efraín Tijerino                        | 8 000    | Chinandega  |
| Diriangén FC               | Stade Cacique Diriangén                      | 7 500    | Diriamba    |
| ART Municipal Jalapa (en)  | Stade Alejandro Ramos                        | 1 000    | Jalapa      |
| Juventus Managua           | Stade olympique de l'Indépendance de Managua | 8 000    | Managua     |
| Managua FC (en)            | Stade olympique de l'Indépendance de Managua | 8 000    | Managua     |
| Deportivo Las Sabanas (en) | Stade municipal de Las Sabanas               | 1 000    | Las Sabanas |
| Real Estelí FC             | Stade de l'Indépendance                      | 4 800    | Estelí      |
| Real Madriz                | Stade Augusto Cesar Mendoza                  | 3 000    | Somoto      |
| Deportivo Ocotal (en)      | Stade Glorias del Beisbol Segoviano          | 5 000    | Ocotal      |
| Deportivo Walter Ferreti   | Stade olympique de l'Indépendance de Managua | 8 000    | Managua     |

| \| Managua : Juventus Walter Ferreti Managua FC Managua Diriangén Estelí Madriz Chinandega Ocotal Jalapa Las Sabanas \| Localisation des équipes engagées dans le championnat. |
| Managua : Juventus Walter Ferreti Managua FC Managua Diriangén Estelí Madriz Chinandega Ocotal Jalapa Las Sabanas                                                              |

## Compétition
Le tournoi Apertura se déroule de la même façon que les tournois saisonniers précédents, en deux phases :
- La phase régulière : les dix-huit journées de championnat.
- La seconde phase : les matchs aller-retour allant des quarts de finale à la finale.

### Phase régulière
Lors de la phase régulière les dix équipes affrontent à deux reprises les neuf autres équipes selon un calendrier tiré aléatoirement.
Les quatre meilleures équipes sont directement qualifiées pour la seconde phase.
Le classement est établi sur le barème de points classique (victoire à 3 points, match nul à 1, défaite à 0).
Le départage final se fait selon les critères suivants :
- Le nombre de points.
- La différence de buts générale.
- Le nombre de buts marqué.

| Rang | Équipe                       | Pts | J  | G | N  | P  | Bp | Bc | Diff |
| ---- | ---------------------------- | --- | -- | - | -- | -- | -- | -- | ---- |
| 1    | Deportivo Walter Ferreti     | 33  | 18 | 9 | 6  | 3  | 23 | 14 | +9   |
| 2    | Diriangén FC                 | 32  | 18 | 9 | 5  | 4  | 25 | 15 | +10  |
| 3    | Real Estelí FC T             | 28  | 18 | 8 | 4  | 6  | 26 | 14 | +12  |
| 4    | Managua FC (en)              | 27  | 18 | 7 | 6  | 5  | 35 | 25 | +10  |
| 5    | Juventus Managua             | 24  | 18 | 6 | 6  | 6  | 21 | 18 | +3   |
| 6    | Deportivo Las Sabanas (en) P | 23  | 18 | 6 | 5  | 7  | 17 | 21 | -4   |
| 7    | Chinandega FC (en)           | 22  | 18 | 6 | 4  | 8  | 17 | 30 | -13  |
| 8    | Deportivo Ocotal (en)        | 21  | 18 | 5 | 6  | 7  | 18 | 26 | -8   |
| 9    | Real Madriz                  | 19  | 18 | 3 | 10 | 5  | 17 | 25 | -8   |
| 10   | ART Municipal Jalapa (en)    | 12  | 18 | 2 | 6  | 10 | 12 | 23 | -11  |

| Légende : Qualifications et relégations | Légende : Qualifications et relégations          |
| --------------------------------------- | ------------------------------------------------ |
|                                         | Qualifié pour les demi-finales                   |
|                                         | Qualifié pour les quarts de finale               |
|                                         | T Tenant du titre P Promu de la saison 2018-2019 |

| Résultats (▼dom., ►ext.)                                   | ART | DLS | DPO | Chi | Dir | Juv | Man | Est | Mad | Wal |
| ART Municipal Jalapa (en)                                  |     | 1-1 | 0-1 | 2-0 | 0-0 | 1-2 | 1-2 | 0-0 | 1-1 | 0-1 |
| Deportivo Las Sabanas (en)                                 | 3-0 |     | 0-1 | 1-0 | 1-1 | 0-0 | 4-1 | 1-0 | 0-2 | 1-2 |
| Deportivo Ocotal (en)                                      | 2-1 | 1-1 |     | 3-0 | 1-2 | 2-0 | 1-1 | 0-0 | 1-1 | 1-2 |
| Chinandega FC (en)                                         | 2-1 | 0-3 | 2-1 |     | 0-2 | 1-0 | 0-1 | 1-4 | 2-1 | 1-1 |
| Diriangén FC                                               | 2-0 | 4-0 | 0-0 | 0-1 |     | 2-1 | 2-2 | 2-0 | 2-0 | 0-0 |
| Juventus Managua                                           | 1-0 | 0-1 | 4-0 | 1-1 | 3-1 |     | 1-1 | 1-0 | 3-0 | 0-2 |
| Managua FC (en)                                            | 4-1 | 4-0 | 3-0 | 3-3 | 2-0 | 2-2 |     | 0-3 | 5-0 | 0-1 |
| Real Estelí FC                                             | 0-2 | 3-0 | 2-0 | 4-0 | 3-1 | 2-0 | 2-1 |     | 1-1 | 0-1 |
| Real Madriz                                                | 1-1 | 0-0 | 2-2 | 1-1 | 0-1 | 1-1 | 2-2 | 2-1 |     | 2-1 |
| Deportivo Walter Ferreti                                   | 0-0 | 1-0 | 5-1 | 1-2 | 1-3 | 1-1 | 2-1 | 1-1 | 0-0 |     |
| - Victoire à domicile - Match nul - Victoire à l'extérieur |     |     |     |     |     |     |     |     |     |     |

### La phase finale
Les six équipes qualifiées sont réparties dans le tableau final d'après leur classement général, le deuxième affrontant lors des demi-finales le vainqueur du quart opposant le quatrième au cinquième et le premier affrontant le vainqueur du quart opposant le troisième au sixième.
En cas d'égalité, les deux équipes sont dans un premier temps départagées par la règle des buts marqués à l'extérieur puis par leur classement général si cela est nécessaire, sauf lors de la finale où des prolongations puis une séance de tirs au but ont éventuellement lieu. Les quarts de finale ne se jouent que sur un match.

#### Tableau
|  |                            |                |                          |                      |                          |     |     |                 |            |            |            |            |  |  |        |        |        |        |        |  |  |
|  | 1/4 de finale              | 1/4 de finale  | 1/4 de finale            | 1/4 de finale        | 1/4 de finale            |     |     | 1/2 finale      | 1/2 finale | 1/2 finale | 1/2 finale | 1/2 finale |  |  | Finale | Finale | Finale | Finale | Finale |  |  |
|  |                            |                |                          |                      |                          |     |     |                 |            |            |            |            |  |  |        |        |        |        |        |  |  |
|  |                            |                |                          |                      |                          |     |     |                 |            |            |            |            |  |  |        |        |        |        |        |  |  |
|  | Managua FC (en) t. a. b.   | (4)            | 0                        | (7)                  |                          |     |     |                 |            |            |            |            |  |  |        |        |        |        |        |  |  |
|  | Managua FC (en) t. a. b.   | (4)            | 0                        | (7)                  |                          |     |     |                 |            |            |            |            |  |  |        |        |        |        |        |  |  |
|  | Juventus Managua           | (5)            | 0                        | (6)                  |                          |     |     |                 |            |            |            |            |  |  |        |        |        |        |        |  |  |
|  | Juventus Managua           | (5)            | 0                        | (6)                  | Managua FC (en) t. a. b. | (4) | 2   | 2               | (5)        |            |            |            |  |  |        |        |        |        |        |  |  |
|  |                            |                |                          |                      |                          | (4) | 2   | 2               | (5)        |            |            |            |  |  |        |        |        |        |        |  |  |
|  |                            |                | Deportivo Walter Ferreti | (1)                  | 2                        | 2   | (3) |                 |            |            |            |            |  |  |        |        |        |        |        |  |  |
|  |                            |                |                          |                      |                          | 2   | (3) |                 |            |            |            |            |  |  |        |        |        |        |        |  |  |
|  |                            |                |                          |                      |                          |     |     |                 |            |            |            |            |  |  |        |        |        |        |        |  |  |
|  |                            |                |                          |                      |                          |     |     |                 |            |            |            |            |  |  |        |        |        |        |        |  |  |
|  |                            |                |                          |                      |                          |     |     | Managua FC (en) | (4)        | 1          | 0          |            |  |  |        |        |        |        |        |  |  |
|  |                            |                |                          |                      |                          |     |     | Managua FC (en) | (4)        | 1          | 0          |            |  |  |        |        |        |        |        |  |  |
|  |                            | Real Estelí FC | (3)                      | 0                    | 2                        |     |     |                 |            |            |            |            |  |  |        |        |        |        |        |  |  |
|  | Real Estelí FC             | Real Estelí FC | (3)                      | 0                    | 2                        | (3) | 1   |                 |            |            |            |            |  |  |        |        |        |        |        |  |  |
|  | Real Estelí FC             |                |                          |                      |                          |     | 1   |                 |            |            |            |            |  |  |        |        |        |        |        |  |  |
|  | Deportivo Las Sabanas (en) | (6)            | 0                        |                      |                          |     |     |                 |            |            |            |            |  |  |        |        |        |        |        |  |  |
|  | Deportivo Las Sabanas (en) | (6)            | 0                        | Real Estelí FC a. p. | (3)                      |     |     |                 |            |            |            |            |  |  |        |        |        |        |        |  |  |
|  |                            |                |                          |                      |                          |     |     |                 |            |            |            |            |  |  |        |        |        |        |        |  |  |
|  |                            |                | Diriangén FC             | (2)                  |                          |     |     |                 |            |            |            |            |  |  |        |        |        |        |        |  |  |
|  |                            |                |                          |                      |                          |     |     |                 |            |            |            |            |  |  |        |        |        |        |        |  |  |
|  |                            |                |                          |                      |                          |     |     |                 |            |            |            |            |  |  |        |        |        |        |        |  |  |
|  |                            |                |                          |                      |                          |     |     |                 |            |            |            |            |  |  |        |        |        |        |        |  |  |
|  |                            |                |                          |                      |                          |     |     |                 |            |            |            |            |  |  |        |        |        |        |        |  |  |

#### Quarts de finale
| Club            | Score | Club                       | Commentaire       |
| Real Estelí FC  | 1-0   | Deportivo Las Sabanas (en) |                   |
| Managua FC (en) | 0-0   | Juventus Managua           | Tirs au but : 7-6 |

#### Demi-finales
| Club                     | Aller | Retour | Club            | Commentaire                |
| Deportivo Walter Ferreti | 2-2   | 2-2    | Managua FC (en) | Tirs au but : 3-5          |
| Diriangén FC             | 0-0   | 1-1    | Real Estelí FC  | Buts marqués à l'extérieur |

#### Finale
| Match aller      | Managua FC (en)   | 1:0   | Real Estelí FC | Stade olympique de l'Indépendance de Managua |                                   |
| 16 décembre 2019 | Pablo Gallego 32e | (1:0) |                | Arbitrage : Bayardo Ulises Juárez            | Arbitrage : Bayardo Ulises Juárez |
| 16 décembre 2019 | Rapport           |       |                | Arbitrage : Bayardo Ulises Juárez            | Arbitrage : Bayardo Ulises Juárez |

| Match retour     | Real Estelí FC                      | 2:0 a. p. | Managua FC (en) | Stade de l'Indépendance     |                             |
| 21 décembre 2019 | Jaime Ayala 37e · Ricardo Rivas 98e | (1:0)     |                 | Arbitrage : Nitzar Sandoval | Arbitrage : Nitzar Sandoval |
| 21 décembre 2019 | Rapport                             |           |                 | Arbitrage : Nitzar Sandoval | Arbitrage : Nitzar Sandoval |

| Vainqueur du Tournoi Apertura 2019 Real Estelí FC 17e titre |

## Statistiques

### Buteurs
| Rang | Nom           | Équipe           | Buts |
| 1    | Carlos Félix  | Managua FC (en)  | 10   |
| 2    | Robinson Luiz | Juventus Managua | 7    |
| 2    | Ulises Rayo   | Real Madriz      | 7    |

## Bilan du tournoi
| Tournoi d'ouverture du championnat de football du Nicaragua 2019 |                            |
| Champion                                                         | Real Estelí FC (17e titre) |
| Dauphin                                                          | Managua FC (en)            |
| Qualifications continentales                                     |                            |
| Ligue de la CONCACAF 2020                                        | Real Estelí FC             |